# Лидовка (река)
Ли́довка (до 1972 года — Аохобе, Ахобе) — река на юго-востоке Дальнегорского городского округа. Берёт начало в восточных отрогах Сихотэ-Алиня, на западных склонах г. Перевальная на высоте ок. 500 м. Течёт на юг и впадает в Японское море у села Лидовка, в 8 км к северо-востоку от устья р. Рудная. Протяжённость реки 34 км (с Довгалёвкой 37 км), площадь бассейна 366 км². По водоразделу граничит с бассейнами Дубровки, Опричнинки, Шептуна (Тернейский район), Черёмуховой, Горбуши и другими левыми притоками реки Рудной, расположенными ниже по течению.

## Геоморфология, гидрология
В верхней части речного бассейна преобладают процессы эрозии и денудации. Долины Лидовки и её притоков глубоко врезаны, имеют V-образный поперечный профиль. В среднем течении, ниже впадения крупных притоков Довгалёвской и Арцевской, Лидовка протекает по неширокой межгорной долине. В нижней части бассейна распространены невысокие сглаженные сопки. Долина здесь расширяется до 2 км, на реке появляются протоки. Русло перегружено обломочным материалом принесённым с гор во время паводков. Зачастую река очень мелководна, в протоках русло вообще сухое. Значительная доля речного стока дренирует сквозь аллювиальные отложения долины. Доля мелких, глинистых частиц в общей массе наносов низка, вода в реке чистая и прозрачная. В приустьевой выположенной части долины происходит разгрузка от влекомых наносов мелких фракций, где намываемый морскими волнами пляж создаёт подпор речным водам. В результате, сразу за пляжем начинаются заболоченные луга и редколесья, в самой реке течение замедляется и она больше похожа на равнинную, образуются заводи и озёра. Река Лидовка имеет основное устье, и устье протоки, в которую впадает речка Золотая Тоня. Устья располагаются в противоположных концах длинного песчано-галечникового пляжа. В зависимости от уровня воды в реке и морских штормов, точное положение устья, расположенного у юго-западной оконечности пляжа может меняться. Главное устье, расположенное в северо-восточной стороне, более постоянно, хотя величина стока через него меняется в широких пределах. Иногда оно почти полностью забивается песком.

Песчаный пляж в устье Лидовки. Конец июня. Перед началом купального сезона.

## Растительность
Распределение растительных сообществ, в-целом, типично для прибрежной части Приморья. В нижнем течении, недалеко от побережья, большие пространства занимают дубняки. Примеси других пород деревьев встречаются лишь на северных склонах или на заболоченных участках. В низовьях долин распространены ольховники, заболоченные луга. По мере удаления от моря дубняки локализуются к южным склонам, солнцепёкам, освобождая остальные склоны смешанным лесам. Доля хвойных пород увеличивается с увеличением высоты над уровнем моря и удалением от побережья. К факторам влияющим на микроклимат можно отнести открытость нижней половины долины Лидовки к влиянию моря. Один из видов шиповника, так называемый «морской» шиповник, произрастает далеко вверх по долине.

## История, население, экономика
В районе Лидовки обнаружены стоянки древнего человека. Современная история населения началась с переселенцев из Белоруссии, которые и дали название селу и реке в честь своей родины — города Лида. В долине Лидовки значительную площадь занимают агроландшафты. В XX веке на совхозных полях выращивался картофель, морковь и другие сельхозкультуры, процветало животноводство. Из отраслей промышленности, горнодобывающая была представлена рудником «Ахобинским». Через Лидовку проходит участок автодороги Рудная Пристань — Терней. Кроме того, имеется сеть второстепенных дорог по долине Лидовки и по её притокам с перевалами в бассейн р. Рудной и Черёмуховой, а так же ЛЭП до Каменки.

## Отдых и туризм
Пляж в устье Лидовки, наряду с «Двумя Братьями» — один из самых известных, значимых и посещаемых туристических объектов Дальнегорского городского округа. В разгар купального сезона на пляже живут в палатках до нескольких сотен человек. Кроме того, в таёжной части бассейна Лидовки имеются охотничьи участки. Населением собираются таёжные дикоросы.

## Притоки
- Каменистая (приток Лидовки)
- Тёмный (приток Лидовки)
- Берёзовый (приток Лидовки)
- Арцевская
- Довгалёвская
- Анинский
- Шубина Падь
- Падь Поповщина
- Золотая (Золотая Тоня)